# 共軛物理量 (熱力學)
在熱力學中，系統的內能可以由幾組共軛物理量（或稱共軛變數）的乘積來表示，例如溫度/熵或壓力/體積等。溫度和熵二者互為共軛物理量，壓力和體積二者也互為共軛物理量。除內能外，其他的熱力學勢也可以用共軛物理量的乘積來表示。
在力學系統中，能量的微量變化可以表示為力和微量位移的乘積。在熱力學中也有類似的情形，熱力學中能量的變化可表示為幾個（不平衡的）廣義力和其產生的廣義位移的乘積，廣義力和廣義位移稱為共軛變數，兩者的乘積就是能量。熱力學中的廣義力恆為內含性質，而廣義位移恆為外延性質。廣義力是在其他外延性質不變的條件下，內能對廣義位移的微分。
熱力學勢及共軛物理量之間的關係可以用熱力學方格來表示。
在以下的敘述中，二個共軛物理量的乘積即為能量。換句話說，共軛物理量對是相對於能量的共軛。廣義來說，共軛物理量對可以相對於任何熱力學的狀態函數。也有相對於熵的共軛物理量對，二個物理學相乘的乘積是熵。這種共軛物理量對常用在不可逆系統的分析，在昂萨格倒易关系的推導中就可看出這類的共軛物理量對。

## 簡介
共軛物理量是類似廣義力和其產生的廣義位移之間的關係。例如考慮{\displaystyle pV}共軛物理量對，壓力{\displaystyle p}類似廣義力，壓力差會讓體積變化{\displaystyle \mathrm {d} V}，其乘積就是系統因為作功而損失的能量。此處，壓力是驅動的力，體積類似對應的位移，這二個形成一對共軛物理量。而溫度也造成熵的變化，其乘積是熱傳所傳遞的能量。熱力學的力永逺是內含性質，而位移是外延性質。內含性質是內能對於對應外延性質的導數，而其他外延性質維持定值。
有關熱力學的理論，一直到將系統粒子的個數也視為系統性質之一，就像體積和熵一樣的外延性質，熱力學理論才算是完整。粒子個數類似體積和熵，是共軛物理量對中的廣義位移變數，對應的廣義力是化學勢。化學勢可以視為是一種力，在不平衡時會造成粒子的交換，也許是和環境的交換，也可龤是系統中數個相的變化。在有數種化學物質以及相的系統中，此一概念相當有用。例如，有容器中含有水以及水蒸氣，水就有化學勢（為負值）將水分子變成氣態（蒸發），水蒸氣也有化學勢，將水分子變成液體（凝結）。只有這些「力」平衡時，以及每一相的化學勢相等時，此系統才會平衡。
以下列出熱力學中的共軛物理量及其對應的國際單位制單位：
熱參數：
- 溫度: T  （K）
- 熵: S  （J K-1）

力學參數：
- 壓力: P  （Pa= J m-3）
- 體積: V  （m3 = J Pa-1）

或是更廣義的參數：
- 應力: {\displaystyle \sigma _{ij}\,} （Pa= J m-3）
- 體積 × 應變: {\displaystyle V\times \varepsilon _{ij}}（m3 = J Pa-1）

材枓參數：
- 化學勢: μ (J)
- 粒子數: N （粒子數或莫耳數）

若一個系統有幾種不同的粒子所組成，其內能的變化可以用下式來描述：
{\displaystyle \mathrm {d} U=T\mathrm {d} S-P\mathrm {d} V+\sum _{i}\mu _{i}\mathrm {d} N_{i}\,,}
其中{\displaystyle U}是內能，{\displaystyle T}是溫度，{\displaystyle S}是熵，{\displaystyle p}是壓力，{\displaystyle V}是體積，{\displaystyle \mu _{i}}是第i種粒子的化學能，{\displaystyle N_{i}}是第i種粒子的數量。
此處的溫度、壓力及化學勢是廣義力，會讓熵、體積和粒子數量等廣義位移變化。這些參數都會影響系統的內能。內能的小變化{\displaystyle \mathrm {d} U}是因上述的共軛物理量，因此通過糸統邊界的能量流和所組成。
古典熱力學在處理系統的物質交換或能量交換時，不會考慮這些過程進行的速率，也就是动理学（kinetics）相關內容。古典熱力學其實也意味著「平衡態熱力學」。當中重要的連結是準靜態過程，也就是假設過程發生的速率是無窮慢。在遠離平衡狀態下，和時間相關的熱力學會在非平衡態熱力學中探訪。這可以透過對不可逆過程的線性分析或非線性分析來進行，讓系統不論是否接近平衡點，都有合適的工具可以進行分析。

## 壓力／體積和應力／應變對
考慮{\displaystyle pV}共軛物理量對，压力的作用類似廣義力，壓力差會造成體積的變化，其乘積即為系統因為作功而損失的能量。壓力是驅動力，而體積是對應的位移，兩者成為一對共軛變數。
上述的敘述於非黏性流體、塑性或弹性固體不成立。針對這些物質，壓力會擴展為柯西应力张量，體積的變化會擴展為體積和應變張量的乘積。因此這兩者形成共軛對，若{\displaystyle \sigma _{ij}}是應力張量的元素ij，而{\displaystyle \varepsilon _{ij}}是應變張量的元素ij，則應力引發無窮小應變{\displaystyle \mathrm {\varepsilon } _{ij}}所作的功是：
{\displaystyle \delta w=V\sum _{ij}\sigma _{ij}\,\mathrm {d} \varepsilon _{ij}}
或是利用張力的爱因斯坦求和约定，用重覆出現的下標表示求和：
{\displaystyle \delta w=V\sigma _{ij}\,\mathrm {d} \varepsilon _{ij}}
在純壓縮（沒有剪力）的情形，應力張量就是負的壓力乘以單位張量，因此
{\displaystyle \delta w=V\,(-p\delta _{ij})\,\mathrm {d} \varepsilon _{ij}=-\sum _{k}pV\,\mathrm {d} \varepsilon _{kk}}
應變張量的跡（{\displaystyle \varepsilon _{kk}}）是體積變化的分數，因此上式會簡化成{\displaystyle \delta w=-p\mathrm {d} V}。

## 溫度/熵對
溫度差也會造成熵的變化，其乘積是由熱傳送的能量。溫度是廣義力，熵是對應的位移，這二個物理量形成共軛物理量對。溫度/熵的共軛物理量對是唯一對應能量是熱的共軛物理量。

## 化学势/粒子數對
化学势會使粒子數增加。在有多種粒子以及相的系統中，化學勢是很重要的概念。例如有一個容器中有水以及水蒸氣，水有化學勢（負值），會設法將水變成水蒸氣（蒸發），而水蒸氣也有，設法將水蒸氣變成水（凝結）。這二個「力」平衡時，系統才會平衡，

## 延伸閱讀
- Lewis, Gilbert Newton; Randall, Merle. . Revised by Kenneth S. Pitzer and Leo Brewer 2nd. New York City: McGraw-Hill Book. 1961. ISBN 9780071138093.
- Callen, Herbert B.  2nd. New York: John Wiley & Sons. 1998. ISBN 978-0-471-86256-7.